# Инге Леман
Инге Леман (13 май 1888 г. – 21 февруари 1993 г.) е датски сеизмолог и геофизик. През 1936 г. открива, че Земята има твърдо вътрешно ядро, намиращо се в разтопено външно ядро.

## Биография
Леман е родена и израснала в Копенхаген. Баща ѝ Алфред Георг Лудвик е психолог експериментатор. Леман се обучава в гимназия под напредналите методи, използвани от Хана Адлер, леля на Нилс Бор. Според Леман баща ѝ и Адлер имат най-голяма заслуга за интелектуалното ѝ развитие.
Леман учи математика в Копенхагенския и Кеймбриджкия университет, като се налага да прекъсне следването си заради влошено здравословно състояние. През 1911 г. се завръща от Кеймбридж изтощена от работа и оставя ученето настрана за известно време. Успява да развие изчислителните си умения, работейки в статистическо бюро до 1918 г., когато продължава следването си в Копенхагенския университет. По-късно, през 1923 г. става асистент на
професора по статистика Йохан Фредерик Стефенсен. През 1928 г. взема изпит по геодезия и заема позиция в Датския геодезически институт.
Голямото ѝ откритие за твърдото вътрешно земно ядро идва в публикация от 1936 г. Допреди това откритие се смята, че ядрото на планетата представлява единно разтопено цяло. Резултатите от измерванията на сеизмичните вълни при земетресение обаче влизат в противоречие с тогавашната теория. Леман анализира измерванията на сеизмологични вълни и прави заключението, че такива вълни могат да се образува само, ако Земята има твърдо вътрешно ядро. Заключенията на Леман са проверени и приети от други сеизмолози в следващите 2 – 3 години.